# José Calvo Sotelo
José Calvo Sotelo (Tui, 6 de maig de 1893 - Madrid, 13 de juliol de 1936) fou un polític espanyol nascut a Tui (Pontevedra). Llicenciat en dret a la Universitat de Saragossa, fou professor a la Universitat de Madrid després de convertir-se en advocat de l'Estat el 1916. Fou elegit diputat al Congrés dels Diputats per primera vegada a les eleccions generals espanyoles de 1919, com a membre del grup conservador dirigit per Antoni Maura, del qual fou secretari personal en la seva penúltima presidència governamental. El 1921 va ser nomenat governador de València pel mateix Antoni Maura.
El desembre de 1923, tres mesos després de l'establiment de la dictadura del general Miguel Primo de Rivera, va ser designat director general de l'administració local, i va passar a exercir el càrrec de ministre d'hisenda de 1925 a 1930.
El 1931, al començament de la Segona República, es traslladà a Portugal i, un any més tard s'estableix a França. Tornà a Espanya l'any 1933, quan el govern republicà del Partit Republicà Radical decretà l'amnistia per a tots els antics ministres de la dictadura. Aviat fundà el Bloque Nacional, formació d'extrema dreta que sumava les forces de tots els partits monàrquics.
El 13 de juliol de 1936, fou assassinat per una unitat de la Guàrdia d'Assalt. Aquest fet, que tingué un gran impacte emocional, va ser el pretext emprat com a detonant de la sublevació militar que va donar inici a la Guerra Civil i en va avançar la data, que estava prevista per finals del mes de juliol.
Una de les explicacions més acceptades és que la seva mort fou una revenja per l'assassinat del tinent José Castillo hores abans. Arran de la publicació d'un article del diari ultradretà El Imparcial, s'hi van voler establir, però, relacions amb la maçoneria. En una carta al director publicada pel diari El País el 28 de setembre de 1978, Urbano Orat de la Torre (Melilla, 1904 - Madrid, 17 de setembre de 1982) ho desmenteix.
Al seu enterrament ja existia un clima de revenja procliu a la consecució d'un cop d'estat. Els assistents es van dirigir al centre de Madrid per manifestar-se i pel camí van ser escorcollats diversos cops per la Guàrdia d'Assalt i finalment tirotejats, de manera que van causar cinc morts i trenta-quatre ferits.